# ジョルジュ・ジャコビ
ジョルジュ・ジャコビ（Georges Jacobi 1840年2月3日 - 1906年9月13日）は、ドイツのヴァイオリニスト、作曲家、指揮者。1872年から1898年までロンドンのアルハンブラ劇場の音楽監督を務めた。最も知られる作品はおそらく『The Black Crook』（1872年）で、これはパリのオペレッタスターであったアンナ・ジュディックのためにフレデリック・クレイと共作されて公演回数は310回を数えた。エルヴェ、オッフェンバック、サリヴァンの地位には到達できなかったものの、100を超えるバレエや劇場作品を作曲して当時は人気を博していた。

## 生涯
ベルリンにてゲオルク・ヤコビとしてユダヤ人の家系に生まれ、6歳から音楽を習い始めた。パリで学んだ後、ヴァイオリニストとして音楽家のキャリアを歩み始め、1861年に21歳でパリ音楽院のヴァイオリン演奏の1等賞を獲得、同校ではダニエル＝フランソワ＝エスプリ・オベールに作曲を師事した。オペラ＝コミック座の管弦楽団に入団すると、1869年まで同団の第1ヴァイオリンを務めた。また、彼自身の私設オーケストラと共に国民美術協会の絵画展示室で演奏会を開催した。1869年にブフ・パリジャン座の音楽監督に就任し、主にオッフェンバックのオペレッタを指揮した。

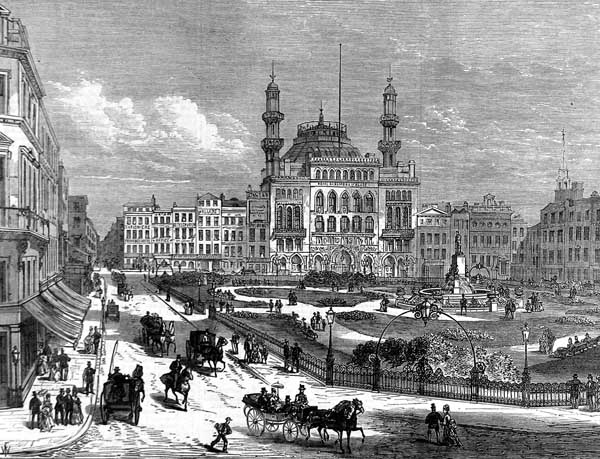
1874年の『イラストレイテド・ロンドン・ニュース』紙に掲載されたレスター・スクウェアの風景。アルハンブラ劇場が目立っている。ジャコビは同劇場で26年間にわたって常任作曲家、指揮者を務めた。

普仏戦争の幕開けとともにロンドンへと移ったジャコビは、1872年から1898年（ただし1883年と1884年は除く）にアルハンブラ劇場の音楽監督を務めた。長年をかけ、彼はこの演芸場のために100作を超えるバレエを作曲した。ビゼーの『カルメン』の音楽が版権の問題で使用できなかったことから、1879年にはアルハンブラ版の完全新作の『カルメン』を制作して好評を博した。
アルハンブラ劇場は1882年に火災に遭っており、1883年には新たなコンセプトで再開を果たした。2つのバレエの演目の間にミュージックホールのプログラムが提供されるようになったのである。振り付け師であったカルロ・コッピはバレエ教室も経営していた。一座の首席バレリーナは長期にわたってエンマ・パッラディーノが担っていた。1897年にサリヴァンが作曲したバレエ『ヴィクトリア朝とメリー・イングランド』はジャコビの指揮でアルハンブラ劇場で公演された。ジャコビは1900年にロンドンで新たに開場を迎えたヒッポドロームの指揮者に着任した。

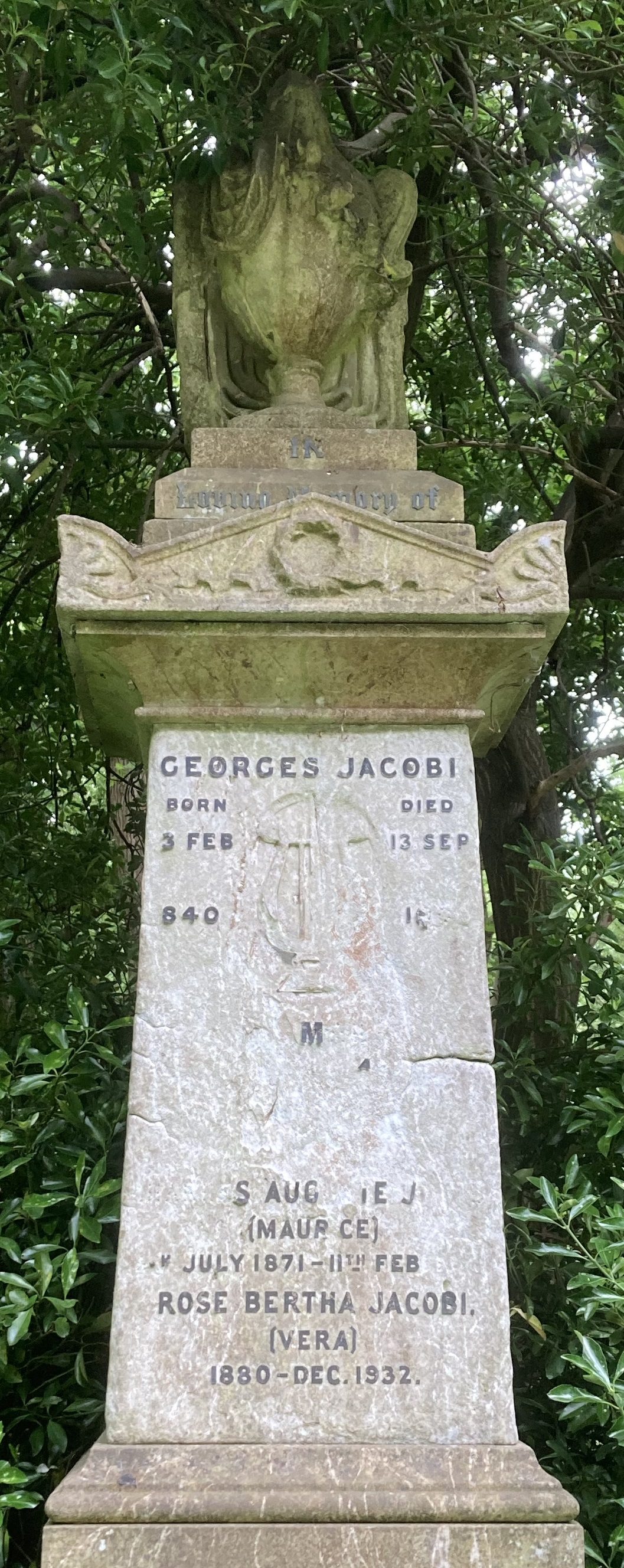
ハイゲイト墓地にあるジャコビ一家の墓地。

ジャコビはバレエ音楽のほかに複数のオペレッタや戯曲を書いており、加えて2つのヴァイオリン協奏曲を含むヴァイオリン作品も残している。1896年に王立音楽大学の指揮科の教授となり、作曲家のウォルター・スローターやグスターヴ・ホルストらを育てた。彼はイングランド指揮者協会の会長に2度就任しており、フランス政府とスペイン王から勲章を授与されている。1898年に水晶宮の夏季の劇場の運営を引き継ぐようになり、アルハンブラ劇場の仕事はジョージ・ウィルフォード・バイングが後任に収まった。
私生活ではマリー・シャルロット・エレオノール・ピラット（1846年パリ - 1910年パリ）と結婚、2人の息子、シャルル・オーギュスト・'モーリス'・ジャコビ（1871年-1939年）とアンリ・ルイ・ジャコビ（1878年-1935年）、そして2人の娘マルグリット（1864年生）とベルト（1869年生）に恵まれた。
1906年にこの世を去ったジャコビはロンドンのハイゲイト墓地の西地区に埋葬された。遺志により未亡人には4039ポンド、7シリング、6ペンスが相続された。

## 作品一覧

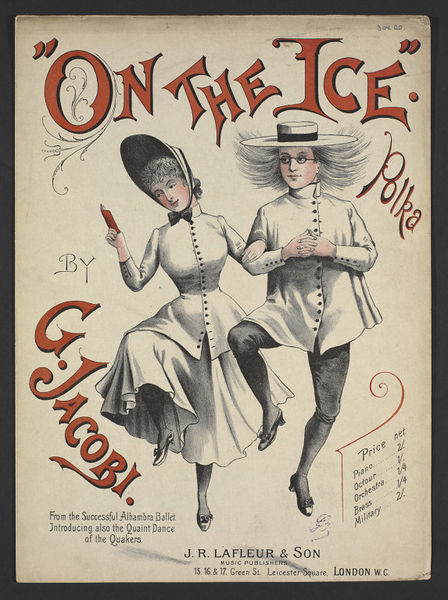
『On the Ice』の「ポルカ」の楽譜表紙。

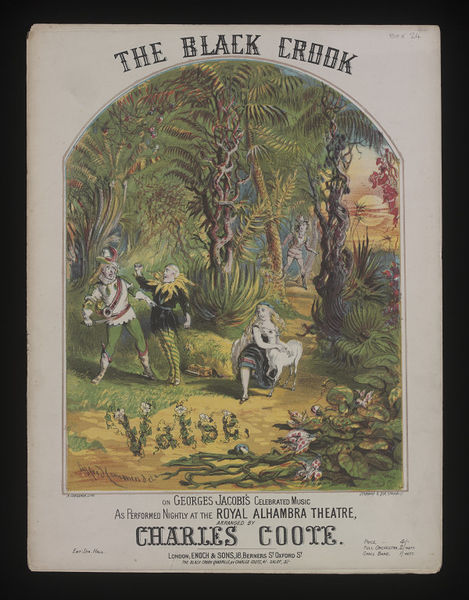
『The Black Crook』（1872年）の楽譜表紙。アルフレッド・コンカネン画。

### バレエ音楽
- The Demon's Bride （1874年）[11][12]
- The Fairies Home （1876年）[1]
- Don Quixote （1876年）[3][13]
- Yolande （1877年）[2]
- Carmen （1879年）[4]
- Titania[1]
- Ali Baba[1]
- The Swans （1884年）[3]
- Don Juan （1885年）[3]
- Melusine
- The Golden Wreath[1][2]
- Oriella
- La Tzigane
- Cupid （1886年）[3]
- Nadia （1887年）[14]
- Enchant-Pas Seulment (1887)[3]
- Dresdina （1887年）[15]
- Antiope （1888年）[3][15]
- The Water Queen （1889年）[15]
- Tempta-Andantetion （1891年）[3]
- Blue Beard （1895年）
- Aladdin, Jr. （1895年）[16]
- Lochinvar （1898年）
- Beauty and the Beast （1898年）[2]
- Cinderella （1898年）[12]

### 劇場作品
- Le feu aux poudres （1869年）[12]
- Voila le plaisir, mesdames! （1869年）[12]
- La Nuit du 15 Octobre （1869年）[12]
- The Black Crook （1872年、フレデリック・クレイとの共作によるコミック・オペラ。アンナ・ジュディックとケイト・スタンリーを主演に据えた）[17]
- Mariée depuis midi （1873年、アルマン・リオラ（英語版）、ウィリアム・ベルトラン・ビュスナク（英語版）との合作）[12]
- Rothomago or The Magic Watch, （1879年、音楽はエドワード・ソロモン、プロシダ・ブカロッシ、ガストン・セルペットとの合作）[18]
- ヘンリー・アーヴィングのThe Lyons Mailへの序曲 （1879年）
- L'arbre de Noël （1880年、アルノル・モンティエ（英語版）と）
- Le clairon （1883年）[12]
- ヘンリー・アーヴィングのThe Dead Heartへの音楽 （1889年）[19]
- ヴィクトリアン・サルドゥによるヘンリー・アーヴィングのRobespierreへの音楽 （1899年）[1]
- Claudine et Trusquin （1903年）[12]
- The Babes in the Wood （1905年）[12]

### 作詞家として
- レビューA Dream of Whitaker's Almanack （1899年、ウォルター・スローター、ヘンリー・ポッティンジャー・スティーヴンス（英語版）と）[20]
- Mefistofele II （1880年、エルヴェ作曲、ジャコビとC・アルフレッドの台本）[21]